# Christian Künast
Christian Künast (né le 7 mars 1971 à Landshut) est un ancien gardien de but allemand de hockey sur glace et aujourd'hui entraîneur.

## Biographie
Il commence sa carrière professionnelle en 1989 au EV Landshut où il est remplaçant de Bernhard Englbrecht (de) ou de Petr Bříza. Il ne joue que quelques fois et part pour le ESV Kaufbeuren en 1995.
Pour la saison 1997-1998, Künast intègre les Adler Mannheim comme doublure de Mike Rosati et remporte son premier titre de championnat d'Allemagne.
Après ce titre, il revient au ESV Kaufbeuren puis va à Munich et Hambourg. En 2000, il gagne son second titre avec les Barons de Munich.
En 2004, il s'installe à Hanovre en tant que gardien de but remplaçant des Scorpions pour avoir un diplôme d'entraîneur qu'il obtient en 2007 et met fin à sa carrière de joueur. Pendant deux ans, il est entraîneur adjoint de cette équipe à côté de Hans Zach.
Le 30 novembre 2011, il devient l'entraîneur des Indiens de Hanovre.
Künast participe à deux coupes du monde avec l'équipe d'Allemagne, en 1996 et 2001. En 2001, il a même été le n°1 de l'équipe allemande. Aux Jeux Olympiques de 2002, il joue 2 matchs.
Il est le beau-frère de Marco Sturm.

## Titres et récompenses
- 2 titres de champions d'Allemagne : 1998, 2000
- Élu meilleur gardien du championnat d'Allemagne en 2001[2]

## Source, notes et références
1. ↑  (en) « Christian Künast hockey statistics & profile », sur The Internet Hockey Database.
2. ↑  (en) Fiche de carrière sur www.eurohockey.com